# Paracriodion
Paracriodion is een kevergeslacht uit de familie van de boktorren (Cerambycidae). De wetenschappelijke naam van het geslacht werd voor het eerst geldig gepubliceerd in 1982 door Fragoso.

## Soorten
Paracriodion omvat de volgende soorten:
- Paracriodion modestum (Buquet, 1852)
- Paracriodion romani (Aurivillius, 1926)